# Jean-Louis Straetmans
Jean-Louis Cabiche Straetmans ou Jean Straetmans est un footballeur belge, né le 26 septembre 1931 à Bruxelles et mort le 9 octobre 2016.

## Biographie
Il a été attaquant au White Star de Bruxelles dans les années 1950. Le club bruxellois qui a quitté définitivement l'élite en 1947, a pendant plusieurs années tenté sans succès de retrouver l'élite.
Il était aidé en cela par Cabiche Straetmans, l'un des meilleurs joueurs de l'histoire du club bruxellois.
L'attaquant vedette a la particularité d'avoir été international sans avoir jamais joué en Division 1. Il participe à cinq rencontres avec les Diables Rouges de 1952 à 1956.
En 1963, le White Star fusionne avec le Racing Club pour donner naissance au Racing White, nouveau club où Straetmans jouera encore une saison avant de devoir arrêter sa carrière, après avoir chuté d'un échafaudage dans le cadre de son métier auxiliaire : peintre en bâtiment.

## Palmarès
- International belge A de 1952 à 1956 (5 sélections)